# 69 (TV emisija)
69 je hrvatski televizijski humoristično-igrani show koji je s emitiranjem krenuo 6. listopada 2007. Voditelji tog projekta su bili Zlatan Zuhrić i Hrvoje Kečkeš.

## Koncept emisije
"69" je HRT-ov humoristično-igrani show u kojem je glavni lik Dalmatinac Parti, neobrazovani bogataš, vlasnik kamenoloma koji je do novca došao sumnjivim poslovima. Drugi glavni lik potječe iz obitelji intelektualaca i vječiti je dužnik Partiju. Podučava ga raznim stvarima i obavlja sitne popravke.
Gosti koji sudjeluju u emisiji su u funkciji priče, te kroz svoje uloge otkrivaju informacije o sebi. Gosti prve emisije bili su Severina Vučković, Enis Bešlagić, Borko Perić i Mani Gotovac. U ostalim emisijama gostovali su i Matko Jelavić, Indira Vladić, Jasna Zlokić, Magazin, Jelena Rozga, Miroslav Ćiro Blažević, Lana Jurčević, Mladen Grdović, Duško Mucalo i mnogi drugi.
Pjevač Toše Proeski je putovao na zakazano snimanje emisije na dan prometne nesreće koja ga je stajala života.

## Raspored emitiranja
Emisija je svoju premijeru doživjela 6. listopada 2007. na prvom programu HRT-a u 20:10 sati. Prva emisija naišla je na negativne kritike javnosti i kritičara. Usprkos tome, producent Edvin Softić je tvrdio kako je gledanost emisije bila zadovoljavajuća. No ni gledanost nije uspjela spasiti emisiju od otkazivanja. Posljednja emisija emitirana je 29. ožujka 2008.